# 国立病院機構西別府病院
独立行政法人国立病院機構西別府病院（どくりつぎょうせいほうじんこくりつびょういんきこうにしべっぷびょういん）は、大分県別府市に所在する独立行政法人国立病院機構運営の病院である。旧国立療養所西別府病院。政策医療分野における神経・筋疾患、呼吸器疾患、重症心身障害の専門医療施設であり、大分県における結核、重症心身障害児（者）、筋ジストロフィーなどの最終拠点病院となっている。大分県立別府支援学校石垣原校が隣接する。

## 沿革

### 光の園
- 1934年（昭和11年）5月 - 社会事業法により結核療養所光の園病院として設立。
- 1945年（昭和20年）9月 - 日本医療団別府光の園となる。
- 1947年（昭和22年）4月 - 厚生省に移管され、国立療養所光の園となる。

### 石垣原病院
- 1938年（昭和13年） - 小倉陸軍病院田ノ湯分院石垣原分病棟として設立。
- 1945年（昭和20年）12月 - 厚生省に移管され、国立別府病院石垣原病棟となる。
- 1950年（昭和25年）4月 - 独立して、国立療養所石垣原病院となる。

### 別府荘
- 1914年（大正3年）1月 - 個人立の結核療養所鳥潟保養院として設立。
- 1944年（昭和19年）1月 - 日本医療団別府荘となる。
- 1947年（昭和22年）4月 - 厚生省に移管され、国立療養所別府荘となる。

### 西別府病院
- 1971年（昭和46年）4月 - 国立療養所光の園、国立療養所石垣原病院、国立療養所別府荘を統合し、石垣原病院の敷地に国立療養所西別府病院を設立。
- 2004年（平成16年）4月1日 - 国立病院の独立行政法人化に伴い、独立行政法人国立病院機構西別府病院となる。

## 診療科
- 内科（一般内科・消化器系・循環器系）
- 呼吸器科
- 小児科
- 神経内科
- 小児精神科
- 脳神経外科
- 整形外科
- 女性内科

### 専門診療
- おおいた神経難病総合センター
- おおいたこども発達障害センター
- おおいた睡眠呼吸センター

### 特殊外来
- セカンドオピニオン外来
- 禁煙外来
- いびき外来
- 総合スポーツ外来
- 脳スポーツ外来
- 頭痛外来
- 肺・心臓ドック
- デイケア
- 遺伝・不育・胎児ドック
- 糖尿病外来
- 女性専用外来

## 交通
- 鉄道・バス：JR九州日豊本線別府駅より亀の井バス扇山団地行きで西別府病院前停留所下車。
- 自動車：大分自動車道別府ICより約15分。